# Who Owns My Heart
Who Owns My Heart (ro:Cine îmi deține inima?) este un cântec electropop cu influențe eurodance al cântăreței americane Miley Cyrus, extras ca al doilea single de pe albumul „Can't Be Tamed” la sfârșitul anului 2010. Cântecul a fost compus de Antonia Armato, Tim James, Devrim Karaoglu și Cyrus și a fost produs de către Armato și James. Grupul a compus piesa despre o potențială idilă născută într-un club. Cântecul s-a clasat pe locul 24 în clasamentele din Germania, pe locul 2 în Belgia și pe locul 38 în Romanian Top 100, fiind cel mai mare succes al lui Cyrus din ultimele două țări. Ea își va promova cântecul cu ajutorul unui turneu european, ce se va desfășura în viitorul apropiat.